# Ethylmethacrylaat
Ethylmethacrylaat of EMA is een organische verbinding met als brutoformule C6H10O2. Het is een ontvlambare kleurloze vloeistof met een kenmerkende geur. De stof is het ethylester van methacrylzuur.

## Synthese
Ethylmethacrylaat kan bereid worden uit de zuur-gekatalyseerde verestering van methacrylzuur met ethanol. Als zure katalysator wordt zwavelzuur of p-tolueensulfonzuur aangewend.

## Toxicologie en veiligheid
De stof kan polymeriseren ten gevolge van verwarming of verhitting, onder invloed van licht of sterk oxiderende stoffen, met brand- of ontploffingsgevaar tot gevolg.